# Лучшая участь
«Лучшая участь» (англ. The Greater Good) — двадцать первая серия первого сезона американского телесериала «Остаться в живых». Во второй раз за сериал центральным персонажем серии становится Саид Джарра.

## Сюжет

### Воспоминания
Саида без причины задержали в лондонском аэропорту Хитроу и препроводили в комнату для допросов. Там его встретили агент ЦРУ и агент австралийской разведки. Они хотели, чтобы Саид возобновил знакомство со своим приятелем Эссамом, с которым он вместе учился в Каирском университете. Эссам в этот момент проживал в Сиднее и был членом террористической группировки, укравшей 300 килограммов взрывчатки C-4. Саиду было поручено выяснить местоположение взрывчатки, а в обмен агенты пообещали раскрыть ему, где и под каким именем скрывается Надия, его любимая женщина.
После некоторого колебания Саид согласился. Он уехал в Австралию, там якобы случайно встретил Эссама в мечети и быстро завоевал его доверие. Вскоре тот представил его своим товарищам-террористам. Обнаружив в комнате подслушивающее устройство, Саид успокоил их подозрения на свой счёт. Хотя Эссам не знал, где взрывчатка, ему было отведено ключевое значение в предстоящем террористическом акте — он должен был стать смертником, но на момент встречи с Саидом ещё колебался, не решаясь принять на себя эту роль. Эссам признался другу в своей неуверенности, на что Саид ответил, что, подорвав взрывчатку, он отомстит таким образом за гибель жены (разведка угрожала Саиду арестовать Надию, если он не убедит Эссама стать смертником, ибо лидер группировки раскрыл бы местонахождение взрывчатки только смертнику в день взрыва). Это побудило Эссама отбросить сомнения и решиться стать смертником. Однако он попросил, чтобы Саид принял смерть вместе с ним.
Когда к террористическому акту все было готово, друзья сели в грузовик со взрывчаткой. Саид, решив спасти жизнь Эссама, признался, что предал его и работает на ЦРУ, и предложил бежать. Однако Эссам не послушал, угрожал ему пистолетом, а потом сам застрелился. Затем, так как задание было выполнено, а взрывчатка благополучно возвращена, агенты разведки вручили Саиду билет до Лос-Анджелеса и координаты Надии. Саид, тем не менее, отложил поездку на день, чтобы похоронить тело друга согласно мусульманским обычаям.

### События
Пока Саид был вместе с Шеннон у тела умершего Буна и утешал её, Кейт догнала Джека, который никак не мог разыскать в лесу Локка. Он едва не валился с ног от усталости, так как всю прошлую ночь не спал, и к тому же был ещё слаб после переливания крови. Тем не менее, он был полон решимости разыскать охотника, так как ставил ему в вину смерть Буна — если бы Локк рассказал правду о том, при каких обстоятельствах юноша получил травмы, Джек применил бы другие методы лечения и, вероятно, смог бы спасти его. Не сумев разыскать Локка, он вернулся в лагерь, где спасшиеся хоронили Буна.
Когда Саид завершил небольшую прощальную речь, появился Локк. Его футболка была все ещё залита кровью Буна. Джек тут же набросился на Локка и начал избивать, обвиняя того во лжи, пока Чарли и Сойер не оттащили его. Затем Джека увели в палатку. Он никак не желал успокоиться, повторяя, что Локк солгал ему. Тогда Кейт напоила его соком со снотворным, и доктор наконец уснул. Тем временем Шеннон, напомнив Саиду о его обещании помочь ей, потребовала отомстить Локку за гибель брата. Саид нашёл его в пещерах и попросил отвести его к самолёту, якобы желая поискать там запчасти от рации. По пути Саид осторожно расспросил Локка, но тот и не думал раскрывать правду, но он отдал Саиду пистолет нигерийского наркоторговца, и признался в том что именно он ударил Саида когда тот пытался засечь французский сигнал, объясняя это тем что выжившие зациклились на желании удрать с острова и не могут мыслить разумно. Обыскав самолёт, араб, угрожая Локку пистолетом, приказал рассказать все о люке, но тот выкрутился, сказав, что Бун имел в виду люки в самолёте. Вернувшись в лагерь, Саид рассказал Шеннон, что говорил с Локком и сделал вывод, что Бун погиб в результате трагической случайности, однако это не убедило девушку в невиновности Локка.
На пляже Чарли нянчился с ребёнком Клер. Малыш не прекращал плакать. Сделав курьезное открытие, что ребёнок замолкает при звуке голоса Сойера, Чарли вынудил афериста читать вслух журнал об автомобилях. Тем временем Джек проснулся и заметил, что ключ от кейса с оружием, который он носил на шее, пропал. Он заподозрил в краже Локка, однако Саид не без основания предположил, что ключ украла Шеннон. Начался ливень. Кейт, Саид и Джек побежали в джунгли и разыскали там Шеннон, которая держала на прицеле Локка. Они попробовали образумить её, но она никого не слушала. В тот момент, когда Шеннон выстрелила, Саид сбил её с ног, и поэтому она задела только ухо Локка. Вне себя от гнева, девушка убежала. Остальные ушли вслед за ней, оставив Локка в одиночестве.
Вечером Саид подошёл к сидящему у костра Локку, и тот поблагодарил его за то, что араб спас ему жизнь. Но Саид объяснил, зачем на самом деле помешал Шеннон — он считал, что Локк может каким-то образом открыть для них путь к спасению с острова, хотя и по-прежнему не доверял ему. Затем Саид потребовал, чтобы Локк всё-таки отвёл его к люку.

## Роли второго плана
- Донни Кешаварц — Эссам Тасир